# 女房簡
女房簡（にょうぼうのふだ）とは、宮中に奉仕する女房が出仕上番の日を記した札。男性官人の日給簡に相当する。
清涼殿の西廂にある女房たちの詰所である台盤所の南側にある御椅子と唐櫃の間に袋に入れて置いてあり、女房の上番予定と実際の出仕状況を記した。その寸法・書式・処理方法は男性の日給簡に準じて行われた。